# همسانی توالی

فیلوژنی ژن به صورت شاخه‌های قرمز و آبی در تبارزایی گونه‌های خاکستری. بالا: یک تکرار ژن اجدادی دو پارالوگ تولید می‌کند (هیستون H1.1 و ۱٫۲). یک رویداد گونه‌زایی سبب تولید ارتولوگ در دو گونه دختر (انسان و شامپانزه) می‌شود. پایین: در یک گونه جداگانه (E. coli)، یک ژن عملکرد مشابهی دارد (پروتئین ساختاری نوکلوئیدی مانند هیستون) اما خاستگاه فرگشتی جداگانه دارد و به همین ترتیب یک آنالوگ است.

هم‌ساخت‌شناسی توالی (به انگلیسی: Sequence homology)، هم‌ساخت‌شناسی بیولوژیک بین دی‌ان‌ای، آران‌ای، یا توالی‌های پروتئینی است که بر حسب اصل و نسب مشترک در تاریخ تکاملی زندگی تعریف شده‌است. دو بخش از دی‌ان‌ای می‌توانند به دلیل سه پدیده دارای اصل و نسب مشترک باشند: یا یک رویداد گونه‌زایی (ارتولوگ‌ها)، یا یک رویداد تکراری (پارالوگ‌ها)، یا دیگری یک رویداد انتقال ژن افقی (یا جانبی) (زنولوگ‌ها).